# هرم G1-a

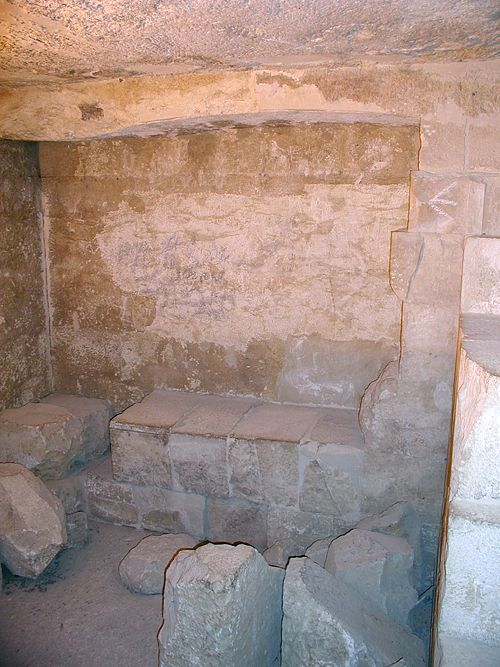
الكهف في الهرم G1-a

هرم G1-a هو أحد الأهرامات الفرعية لحقل الجيزة الشرقي في مقبرة الجيزة، ويقع مباشرة على الجانب الشرقي من الهرم الأكبر بالجيزة. تم بناؤه في عهد الأسرة الرابعة بمصر. القبر هو أقصى شمال أهرامات الملكات الثلاثة  ويبلغ 49.5 متر (162 قدم) يبلغ ارتفاعه في الأصل 30.25 متر (99.2 قدم) ؛ فقد الهرم ثلثي ارتفاعه الأصلي. في الجدار الغربي لغرفة الدفن تم حفر محراب صغير تم العثور فيه على شظايا من البازلت. يُعرف أيضًا باسم هرم حتب حرس الأول كما اكتشفه مارك لينر ؛ كان يعتقد في الأصل أنه ينتمي إلى الملكة ميريت إيت إس الأولى.